# Johan Nordfeldt
Johan Nordfeldt, född 18 januari 1977, är en svensk trumpetare, arrangör och kompositör. Han är verksam både som klassisk musiker och inom populärmusik och jazz. 
2007 släpptes skivan "For Your Dreams" tillsammans med jazzgitarristen Göran Lindelöw.